# Lepokole
Lepokole é uma vila localizada no Distrito Central em Botswana. Possuía, em 2011, uma população estimada de 955 habitantes.